# Torneo di Wimbledon 2025 - Quad singolare
Il quad singolare del torneo di tennis professionistico Torneo di Wimbledon 2025, facente parte della categoria Grande Slam nell'ambito dell'ITF Wheelchair Tennis Tour, si è disputato all'All England Lawn Tennis and Croquet Club di Wimbledon, Londra, Inghilterra, dal 9 al 13 luglio 2025.
Il due volte campione Niels Vink ha sconfitto Sam Schröder in un rematch della finale dell'anno precedente con punteggio 6-3, 6-3.

## Teste di serie
1. Sam Schröder (finale)

1. Niels Vink (Campione)

## Tabellone

### Legenda
| - Q = Qualificato - WC = Wild card - LL = Lucky loser | - ALT = Alternate - SE = Special Exempt - PR = Protected Ranking | - w/o = Walkover - r = Ritirato - d = Squalificato |

|  | Quarti di finale | Quarti di finale  | Quarti di finale | Quarti di finale | Quarti di finale |  |  | Semifinali | Semifinali    | Semifinali    | Semifinali   | Semifinali   |   |   | Finale | Finale     | Finale     | Finale | Finale |  |
|  |                  |                   |                  |                  |                  |  |  |            |               |               |              |              |   |   |        |            |            |        |        |  |
|  | 1                | Niels Vink        | Niels Vink       | 6                | 6                |  |  |            |               |               |              |              |   |   |        |            |            |        |        |  |
|  |                  | Donald Ramphadi   | Donald Ramphadi  | 0                | 1                |  |  | 1          | Niels Vink    | Niels Vink    | 6            | 6            |   |   |        |            |            |        |        |  |
|  |                  | Ahmet Kaplan      | 6                | 1                | 6                |  |  |            | Ahmet Kaplan  | Ahmet Kaplan  | 1            | 0            |   |   |        |            |            |        |        |  |
|  |                  | Andy Lapthorne    | 2                | 6                | 2                |  |  |            |               |               |              |              |   |   | 1      | Niels Vink | Niels Vink | 6      | 6      |  |
|  |                  | Francisco Cayulef | 62               | 6                | 4                |  |  |            |               | 2             | Sam Schröder | Sam Schröder | 3 | 3 |        |            |            |        |        |  |
|  | WC               | Gregory Slade     | 7                | 3                | 6                |  |  | WC         | Gregory Slade | Gregory Slade | 1            | 3            |   |   |        |            |            |        |        |  |
|  |                  | Guy Sasson        | 78               | 64               | 2                |  |  | 2          | Sam Schröder  | Sam Schröder  | 6            | 6            |   |   |        |            |            |        |        |  |
|  | 2                | Sam Schröder      | 6                | 7                | 6                |  |  |            |               |               |              |              |   |   |        |            |            |        |        |  |